# メリッタ (小惑星)
メリッタ（676 Melitta）は小惑星帯に位置する小惑星である。グリニッジ天文台でフィリベール・ジャック・メロッテによって発見された。メロッテの発見した唯一の小惑星である。
ギリシア神話に登場する、ハチに姿を変えられたニンフのメリッサ（Melissa ）の、アッティカ方言での表記から名付けられた。また、これは発見者の姓への隠喩にもなっている。